# Nile Wilson
Pour les articles homonymes, voir Wilson.
Nile Wilson (né le 17 janvier 1996 à Leeds) est un gymnaste artistique britannique impliqué dans des révélations sur les abus dans son métier.
Il représente l'Angleterre lors des Jeux du Commonwealth de 2014. En 2015, lors des Championnats du monde de gymnastique artistique 2015 il obtient une médaille d'argent par équipes. Il remporte le titre européen à la barre fixe à Berne en 2016 et termine 2e au concours par équipes lors de cette même compétition. Aux Jeux olympiques de 2016, il se qualifie pour la finale à la barre fixe où il remporte la médaille de bronze.
Le 14 janvier 2021, il annonce, sur son compte Instagram, mettre un terme à sa carrière sportive.
Il a également une chaîne YouTube (Nile Wilson) avec plus d'1,5 million d'abonnés, où il publie des vidéos d'entraînements et de gymnastique.